# 格韋希滕山
46°41′27″N 8°24′48″E / 46.690836°N 8.413367°E

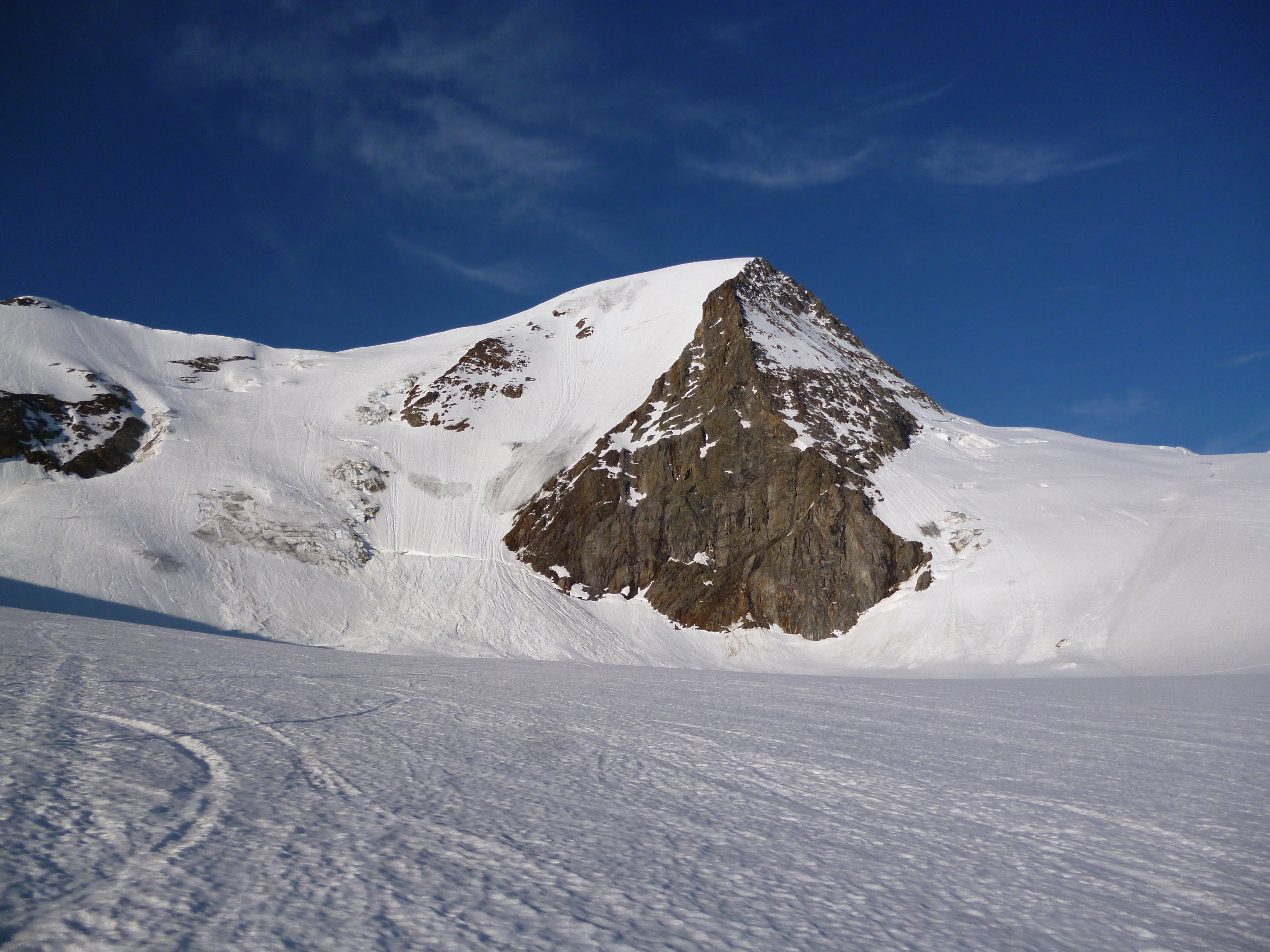

格韋希滕山（Gwächtenhorn），是瑞士的山峰，位於該國西部，處於伯恩州和烏里州接壤的邊界，屬於烏里山的一部分，海拔高度3,420米，每年平均降雨量2,465毫米。